# 둥산구 (광저우시)
둥산구(한국어: 동산구, 중국어: 东山区, 병음: Dōngshān Qū)는 중화인민공화국 광둥성 광저우시에 있던 구이다. 톈허 구의 서쪽, 웨슈구의 동쪽에 위치해있었다. 둥산은 광둥 성의 정치적, 문화적 중심이었다. 양질의 교육으로 유명했다. 1960년에 설치되었고 2005년에 웨슈 구와 합쳐지면서 폐지되었다.